# Volksraad
Als Volksraad (niederländisch/afrikaans; deutsch: „Volksrat“) werden verschiedene ehemalige Parlamente der Buren im heutigen Südafrika sowie die Volksvertretung im früheren Niederländisch-Indien bezeichnet.

## Volksraad des Oranje-Freistaats
1836 wurde bei Thaba Nchu auf dem Gebiet des späteren Oranje-Freistaates ein Volksraad aus sieben Männern gebildet, der Legislative, Exekutive und Judikative vereinte. In der Republik Winburg auf dem Gebiet des späteren Oranje-Freistaates wurde der erste Volksraad 1837 eingerichtet. Er hatte legislative und judikative Funktion. Der Volksraad im 1854 entstandenen Oranje-Freistaat tagte in Bloemfontein. Er bestand bis zum Frieden von Vereeniging 1902, nachdem die britischen Truppen die Buren im Zweiten Burenkrieg besiegt hatten. Die letzte reguläre Sitzung hatte 1900 in Kroonstad stattgefunden.

## Volksraad der Republik Natalia
Der Volksraad Natalias existierte von 1838 bis zur Entmachtung der Republik durch die Briten 1842. Er bestand aus 24 Männern, tagte in Pietermaritzburg und vereinte Legislative, Exekutive und Judikative.

## Volksraad der Südafrikanischen Republik

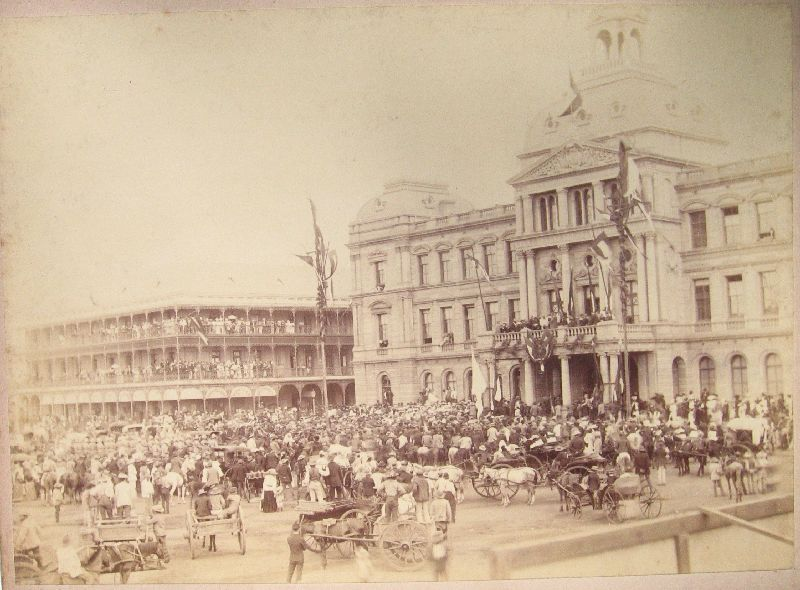
Der Volksraad empfängt Präsident Paul Kruger vor dem Ou Raadsaal, um 1890

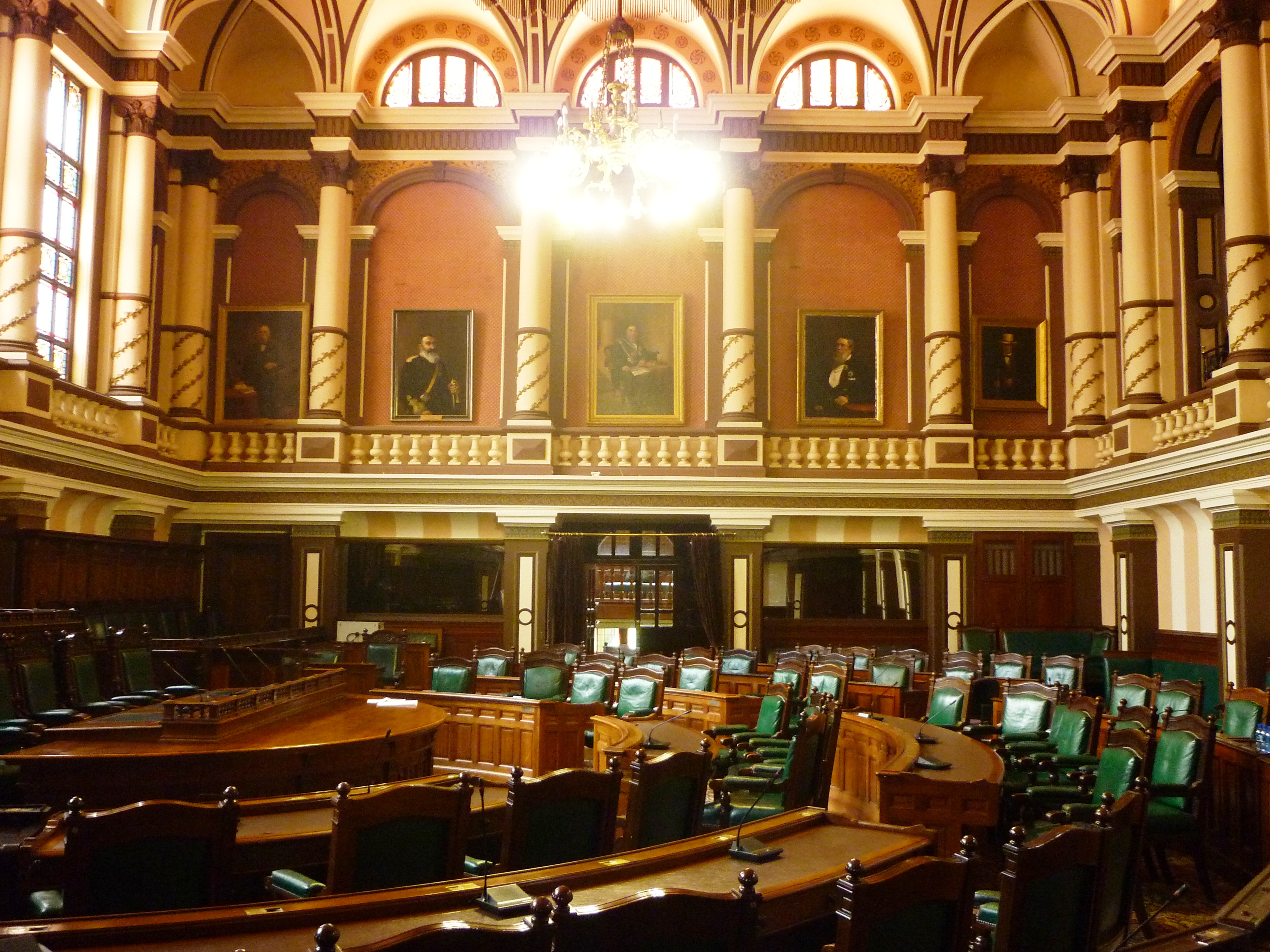
Der Ou Raadsaal

Bereits 1844 gab es einen Volksraad in der Burenrepublik Potchefstroom, der eine Art Verfassung, die „33 Artikel“, verabschiedete. 1848 tagte der Volksraad in Rustenburg. Die Burenführer Andries Hendrik Potgieter und Andries Pretorius versöhnten sich dort vor dem Volksraad. Die Republik ging 1849 in der Südafrikanischen Republik auf, deren Volksraad anfangs die Exekutive und Legislative darstellte, 1857 aber auf die Legislative beschränkt wurde. Der Volksraad tagte an unterschiedlichen Orten, bis Pretoria 1860 Hauptstadt der Republik wurde. Ab 1890 erhielt er mit dem Ou Raadsaal (Alter Ratssaal) am Church Square in Pretoria einen neuen Sitz.
Der Volksraad war anfangs ein Einkammerparlament mit 24 Mitgliedern. 1890 wurde er zum Zweikammerparlament, um für örtliche Angelegenheiten auch den Uitlanders – meist befristet im Bergbau angestellte Ausländer – ein Mitspracherecht zu gewähren. Die zweite Kammer hieß „Zweiter Volksraad“ und war ebenfalls im Ou Raadsaal ansässig. Wahlberechtigt waren für ihn alle Männer ab 16 Jahren, die seit mindestens zwei Jahren eingebürgert waren, während der „Erste Volksraad“ nur von Personen ab 30 Jahren mit dauerhaftem Besitz und Bleiberecht bzw. anerkannten Buren (Burger) ab 16 Jahren gewählt wurde. Die Entscheidungen des Zweiten Volksraad konnten vom Ersten Volksraad für nichtig erklärt werden.
Der Volksraad bestand ebenfalls bis 1902.

## Volksraad der Vereinigten Staaten von Stellaland
1883 wurde in den Vereinigten Staaten von Stellaland ein Volksraad eingerichtet, der 1885 nach der Übernahme des Gebietes durch die Briten aufgelöst wurde.

## Weitere als Volksraad bezeichnete Gremien in Südafrika
Auch das südafrikanische House of Assembly wurde von 1910 bis 1994 auf Afrikaans Volksraad genannt. Ebenso gab es gleichnamige Gremien in anderen Burenrepubliken des 19. Jahrhunderts. 
2011 fanden Wahlen zu einem „Volksraad“ der Buren statt, organisiert von der Volksraad Verkiesings Kommissie (VVK, „Volksrat-Wahlkommission“). Es ließen sich aber nur rund 30.000 Buren registrieren; die afrikaanssprachige Presse weigerte sich teilweise, Wahlwerbung zu veröffentlichen. Der verurteilte Mörder Clive Derby-Lewis war gebeten worden, Vorsitzender der VVK zu sein, hatte jedoch abgelehnt.

## Volksraad in Niederländisch-Indien
Das Parlament in Niederländisch-Indien – heute Indonesien – hieß ebenfalls Volksraad.